# Madeleine Dupont
Madeleine Dupont (ur. 26 maja 1987 w Glostrup), praworęczna duńska curlerka z Hvidovre, siostra Denise oraz Olivera, w 2004 została nagrodzona Frances Brodie Award. Jest zawodniczką Tårnby Curling Club, a zarazem skipem swojej drużyny.

## Drużyna
Aktualna:
- Denise Dupont (trzecia)
- Christine Svendsen (druga)
- Lina Knudsen (otwierająca)

Byłe:
- Ane Hansen
- Angelina Jensen
- Camilla Jensen
- Lene Nielsen
- Maria Poulsen
- Stephanie Risdal Nielsen
- Helle Simonsen

## Wyniki
| Rok  | Zawody                              | Miejsce |
| ---- | ----------------------------------- | ------- |
| 2001 | Mistrzostwa Świata Juniorów         | 9       |
| 2002 | Mistrzostwa Świata Juniorów Grupy B | 3       |
|      | Mistrzostwa Europy                  | 2       |
| 2004 | Mistrzostwa Świata Juniorów Grupy B | 1       |
|      | Mistrzostwa Świata Juniorów         | 6       |
|      | Mistrzostwa Świata                  | 8       |
|      | Mistrzostwa Europy                  | 8       |
| 2005 | Mistrzostwa Świata Juniorów         | 4       |
|      | Mistrzostwa Świata                  | 10      |
| 2006 | Mistrzostwa Świata                  | 6       |
|      | Mistrzostwa Europy                  | 7       |
| 2007 | Mistrzostwa Świata                  | 2       |
| 2008 | Mistrzostwa Świata                  | 5       |
|      | Mistrzostwa Europy                  | 3       |
| 2009 | Mistrzostwa Świata                  | 3       |
|      | Mistrzostwa Europy                  | 3       |
| 2010 | Zimowe Igrzyska Olimpijskie         | 5       |
|      | Mistrzostwa Świata                  | 6       |
| 2014 | Mistrzostwa Świata                  | 9       |
|      | Mistrzostwa Europy Mikstów          | 5       |